# Josephine Park
Josephine Park (født 10. april 1987) er en dansk skuespillerinde. Hun er uddannet på Skuespillerskolen ved Århus Teater i 2014.
Hun har medvirket i både film og tv-serier, bl.a. filmen Lev stærkt (2014), Dicte (2013), Arvingerne II (2015), Doggystyle (2018), Skruk (2022) og Sygeplejersken (2023).
I 2019 og året efter vandt hun en Robert for årets kvindelige birolle for sin rolle som Jose i DR3-serien Doggystyle. I 2022 modtog hun Ove Sprogøe Prisen. I 2024 var hun nomineret til EchoPrisen i kategorien Årets skuespiller for sin rolle i Sygeplejersken.

## Udvalgt filmografi

### Film
| År   | Titel         | Rolle   | Note(r)  |
| ---- | ------------- | ------- | -------- |
| 2014 | Lev stærkt    | Nete    |          |
| 2015 | Melon Rainbow | Tanja   | Kortfilm |
| 2020 | Shorta        | Rønning |          |
| 2021 | Centervagt    | MC      |          |
| 2021 | Venuseffekten | Andrea  |          |

### Tv-serier
| År      | Titel                   | Rolle         | Note(r)           |
| ------- | ----------------------- | ------------- | ----------------- |
| 2013    | Dicte                   | Tina          | Enkelt afsnit     |
| 2015    | Arvingerne              | Isa Varlø     | Sæson 2,          |
| 2018    | Mord uden grænser       | Helle Nielsen | Sæson 2, 6 afsnit |
| 2018    | Hånd i hånd             | Mie           | Enkelt afsnit     |
| 2018–19 | Doggystyle              | Jose          |                   |
| 2020    | Efterforskningen        | Cecilie       | Miniserie         |
| 2020    | Når støvet har lagt sig | Augustas mor  | Enkelt afsnit     |
| 2023    | Sygeplejersken          | Christina     | Miniserie         |
| 2024    | Oxen                    | Margrethe     |                   |